# Hubert Giraud (homme politique)
Pour les articles homonymes, voir Hubert Giraud et Giraud.
 (août 2021).
Si vous disposez d'ouvrages ou d'articles de référence ou si vous connaissez des sites web de qualité traitant du thème abordé ici, merci de compléter l'article en donnant les références utiles à sa vérifiabilité et en les liant à la section « Notes et références ».
Hubert Giraud est un armateur et un homme politique français né le 7 septembre 1865 à Nevers (Nièvre) et décédé le 5 août 1934 à Marseille (Bouches-du-Rhône).

## Biographie
Fils du secrétaire général de la succursale de la Banque de France à Marseille, petit-fils de Charles Giraud et gendre de Nicolas Paquet, Hubert Giraud se lance dans l'armement maritime et devient président du conseil d'administration de la société générale des transports maritimes à vapeur. Il entre à la chambre de commerce en 1905 et en devient président de 1920 à 1923. 
Il est député des Bouches-du-Rhône de 1919 à 1924, inscrit au groupe de l'Entente républicaine démocratique. Il est surtout actif à la commission des douanes et à celle de la Marine marchande. 
Hubert Giraud poursuit ses études à Marseille puis à la faculté de droit d’Aix.
Il entre à la Compagnie de Navigation Paquet dont il est l’agent au Maroc. Le 22 mai 1889, Nicolas et Paul Paquet confirment sa nomination à la tête de leur agence de Mogador, actuelle Médina d’Essaouira (7653 HG NiPaquet). « Je n’avais pas tout à fait 24 ans ». Il restera en poste à la Médina jusqu’en 1892, toujours comme agent de la Cie Paquet.
De retour à Marseille, il entre en 1892 à la Société générale des transports maritimes comme secrétaire général. Rapidement, en 1896, il en est nommé sous-directeur, avant d’en devenir administrateur délégué dix ans plus tard. 
En 1898, Hubert Giraud publie ses Itinéraires de Mogador à Marrakech, 1890-1892. Le 22 décembre 1905, Hubert Giraud présente à la Société d’économie politique et d’économie sociale de Lyon son rapport « Gênes et Marseille ». 
Il siège dix-sept ans à la Chambre de commerce de Marseille, dont il devient président de 1920 à 1923. Durant son mandat, il ouvre l’étang de Berre à la navigation, accroissant considérablement les kilométrages de quais du port de Marseille. Il explique sa démarche dans sa brochure Pourquoi Marseille a annexé Caronte. Il sera par ailleurs l'auteur de plusieurs articles dans la Revue des deux mondes et deviendra un spécialiste respecté et écouté d'Albrecht Dürer. 
En 1919, il est élu député de la chambre Bleu-horizon sur une liste Bloc National. Son apport sera essentiellement celui d’un armateur soucieux d’optimiser l’environnement économique et réglementaire de sa branche, la marine marchande. 
Profondément libéral, il n’est pas réélu aux élections de 1924.
Armateur, il aura appartenu à plus de vingt-cinq conseils d’administration. Il se distingue tout autant par sa culture que par ses talents d’homme d’affaires et sera notamment élu président de la Société de Géographie de Marseille. Il aide financièrement la ville de Pernes pour la restauration de son église Notre-Dame-de-Nazareth comme pour le monument à Louis Giraud (son grand-oncle, créateur du canal de Carpentras). Il finance un catalogue pour la bibliothèque de Carpentras et rédige la préface de la ville de Pernes de Giberti. En 1929, il publie « Les origines et l’évolution de la navigation à vapeur à Marseille (1829-1900) », SA Sémaphore.
Marié à Marie Paquet, fille du fondateur de la Cie Paquet, Hubert Giraud a eu quatre enfants. Il meurt à 69 ans, le 5 août 1934.

## Décoration
- Officier de la Légion d'honneur (1927)[1]

## Sources
- " Pourquoi Marseille a annexé Caronte ", Barlatier Imprimeur
- « Hubert Giraud (homme politique) », dans le Dictionnaire des parlementaires français (1889-1940), sous la direction de Jean Jolly, PUF, 1960 [détail de l’édition]
- Les Marseillais dans l'histoire
- Un grand bourgeois marseillais Hubert Giraud, homme politique 1865-1934 - Mémoire Hélène Pfister 1972